# Grangermont
Grangermont ist eine französische Gemeinde mit 177 Einwohnern (Stand 1. Januar 2022) im Département Loiret in der Region Centre-Val de Loire. Sie gehört zum Kanton Le Malesherbois und zum Arrondissement Pithiviers. Die Bewohner nennen sich Grangermontois und Grangermontoises. 
Sie grenzt im Westen und im Norden an Ondreville-sur-Essonne, im Osten an Puiseaux, im Süden an Échilleuses und im Südwesten an La Neuville-sur-Essonne.

## Bevölkerungsentwicklung
| Jahr      | 1962 | 1968 | 1975 | 1982 | 1990 | 1999 | 2008 | 2018 |
| --------- | ---- | ---- | ---- | ---- | ---- | ---- | ---- | ---- |
| Einwohner | 225  | 209  | 186  | 168  | 171  | 175  | 214  | 193  |